# Kristi förklarings kyrka, Kéfalos
Kristi förklarings kyrka är en grekisk-ortodox kyrkobyggnad belägen i orten Kéfalos i regionen Sydegeiska öarna, i sydöstra Grekland.
Kyrkan är helgad åt Kristi förklaring.